# قوة قاهرة
القوة القاهرة في القانون والاقتصاد هي إحدى بنود العقود، تعفي كلا من الطرفين المتعاقدين من التزاماتهما عند حدوث ظروف قاهرة خارجة عن إرادتهما، مثل الحرب أو الثورة أو إضراب العمال، أو جريمة أو كوارث طبيعية كـزلزال أو فيضان.
قد يمنع أحد تلك الأحداث طرفا من التعاقد أو الطرفين معا من تنفيذ التزاماته طبقا للعقد. ولكن بند القوة القاهرة لا ينطبق في حالة الإهمال ارتكاب فعل ضار.

## في حالة بوليصة تأمين
في حالة بوليصة تأمين ممتلكات يجب على صاحب البوليصة أن يتخذ جميع الإجراءات لحماية ممتلكاته المؤمن عليها ضد اخطار عادية مثل الحريق مثلا.